# Sukaraja (Seginim)
Sukaraja is een bestuurslaag in het regentschap Bengkulu Selatan van de provincie Bengkulu, Indonesië. Sukaraja telt 766 inwoners (volkstelling 2010).